# هيكلة البيانات
في تقنية المعلومات، تتكون هيكلة البيانات من نماذج أو سياسات أو قواعد أو معايير تُحكِم البيانات التي يتم جمعها، وكيفية تخزينها وترتيبها وتكاملها واستخدامها في أنظمة البيانات وفي المنظمات. تعد البيانات غالباً واحدة من عدة مجالات للهندسة المعمارية التي تشكل الاعمدة الاساسية لبنية المؤسسة أو هندسة الحلول.

## نظرة عامة
ينبغي أن تحدد بنية البيانات [حياد] [معايير البيانات لجميع أنظمة البيانات الخاصة بها كرؤية أو نموذج للتفاعلات المحتملة بين أنظمة البيانات هذه.
يجب أن يعتمد تكامل البيانات، على سبيل المثال، على معايير هندسة البيانات لأن تكامل البيانات يتطلب تفاعلات البيانات بين نظامين أو أكثر من أنظمة البيانات. بنية البيانات، في جزء منها، تصف هيكلة البيانات المستخدمة من قبل الشركة وبرامج تطبيقات الكمبيوتر الخاصة بها. تحدد هيكلة البيانات كل من البيانات في التخزين والبيانات المستخدمة والبيانات المتحركة؛ أوصاف قاعدة البيانات ومجموعات البيانات وعناصر البيانات؛ ربط هذه البيانات إلى صفات البيانات والتطبيقات والمواقع الخ
تصف هيكلة البيانات كيفية معالجة البيانات وتخزينها واستخدامها في نظام المعلومات، كضروره لتحقيق الحالة المستهدفة. توفر معايير لعمليات معالجة البيانات حتى يتسنى تصميم تدفق البيانات وكذلك التحكم في تدفق البيانات في النظام.
عادة ما يكون مهندس البيانات مسؤولاً عن تحديد الحالة المستهدفة والمحاذاة أثناء التطوير ثم المتابعة لضمان إجراء التحسينات بنفس روح المخطط الأصلي.
أثناء تعريف الحالة المستهدفة، تقوم «هندسة البيانات» بتقسيم الموضوع وصولاً إلى المستوى الذري ثم إعادة بنائه إلى النموذج المطلوب. يقوم مهندس البيانات بتقسيم الموضوع من خلال إجراء 3 عمليات معمارية تقليدية:
- - المفاهيمي - يمثل جميع الجهات التجارية.
  - المنطقية - يمثل منطق كيفية ارتباط الجهات.
  - الحسيه - هو استيعاب تحقيق آليات البيانات لنوع معين من الوظائف.

عمود «البيانات» من Zachman Framework لهيكل المؤسسة
| طبقة | رأي                     | البيانات (ماذا)                                   | أصحاب المصلحة |
| 1    | نطاق / السياقية         | قائمة الأشياء والمعايير المعمارية مهمة للعمل      | مخطط          |
| 2    | نموذج العمل / المفاهيمي | النموذج الدلالي أو نموذج بيانات المشروع / المفهوم | صاحب          |
| 3    | نموذج النظام / منطقي    | المؤسسة / نموذج البيانات المنطقية                 | مصمم          |
| 4    | نموذج التقنية / الحسية  | نموذج البيانات الحسية                             | باني          |
| 5    | بيانات مفصلة            | قواعد البيانات الفعلية                            | مقاول فرعي    |

في هذا المعنى الثاني، تشتمل بنية البيانات على تحليل كامل للعلاقات بين وظائف المنظمة والتقنيات المتاحة وأنواع البيانات.
يجب تحديد بنية البيانات في مرحلة التخطيط لتصميم نظام جديد لمعالجة البيانات وتخزينها. يجب تحديد الأنواع الرئيسية ومصادر البيانات اللازمة لدعم مؤسسة ما بطريقة كاملة ومتسقة ومفهومة. الشرط الأساسي في هذه المرحلة هو تحديد جميع جهات البيانات ذات الصلة، وليس لتحديد عناصر قطع الكمبيوتر. جهة البيانات هو أي شيء حقيقي أو مجرد ترغب مؤسسة أو فرد في تخزين البيانات به.

## بنية البيانات الحسية
تعد بنية البيانات الفعلية لنظام المعلومات جزءًا من خطة تقنية. كما يوحي اسمها، تركز خطة التكنولوجيا على العناصر الملموسة الفعلية التي سيتم استخدامها في تنفيذ تصميم بنية البيانات. تتضمن بنية البيانات الفعلية بنية قاعدة البيانات. بنية قاعدة البيانات هي مخطط لتقنية قاعدة البيانات الفعلية التي ستدعم بنية البيانات المصممة.

## عناصر بنية البيانات
يجب تعريف عناصر معينة أثناء مرحلة تصميم مخطط هندسة البيانات. على سبيل المثال، يجب وصف الهيكل الإداري الذي سيتم إنشاؤه لإدارة موارد البيانات. أيضا، يجب تحديد المنهجيات التي سيتم استخدامها لتخزين البيانات. بالإضافة إلى ذلك، يجب إنشاء وصف لتقنية قاعدة البيانات المطلوب استخدامها، بالإضافة إلى وصف للعمليات التي ستعالج البيانات. من المهم أيضًا تصميم واجهات للبيانات بواسطة أنظمة أخرى، وكذلك تصميمها للبنية التحتية التي ستدعم عمليات البيانات الشائعة (مثل إجراءات الطوارئ، وواردات البيانات، والنسخ الاحتياطي للبيانات، وعمليات النقل الخارجية للبيانات).
بدون توجيه من تصميم بنية البيانات المنفذة بشكل صحيح، قد يتم تنفيذ عمليات البيانات المشتركة بطرق مختلفة، مما يجعل من الصعب فهم تدفق البيانات والتحكم فيه داخل هذه الأنظمة. هذا النوع من التشرذم غير مرغوب فيه للغاية بسبب التكلفة المتزايدة المحتملة، وقطع البيانات المعنية. قد تواجه هذه الأنواع من الصعوبات مع الشركات سريعة النمو وأيضًا المؤسسات التي تخدم خطوط عمل مختلفة (مثل منتجات التأمين).
يتم تنفيذ مرحلة هيكلة البيانات في تخطيط نظام المعلومات بشكل صحيح، مما يجعل المؤسسة تحدد بدقة وتصف تدفقات المعلومات الداخلية والخارجية. هذه هي الأنماط التي قد لا تكون المنظمة قد وضعت وقتًا طويلاً لتصورها. لذلك من الممكن في هذه المرحلة تحديد أوجه القصور في المعلومات المكلفة، وقطع الاتصال بين الإدارات، وقطع الاتصال بين الأنظمة التنظيمية التي ربما لم تكن واضحة قبل تحليل هيكلة البيانات.

## القيود والتأثيرات
سيكون للقيود والتأثيرات المختلفة تأثير على تصميم بنية البيانات. وتشمل هذه متطلبات المؤسسة، ومحركات التكنولوجيا، والاقتصاد، وسياسات العمل واحتياجات معالجة البيانات.
متطلبات المشروع
ستشمل هذه عمومًا عناصر مثل توسيع النظام اقتصاديًا وفعالًا، ومستويات الأداء المقبولة (خاصة سرعة الوصول إلى النظام)، وموثوقية المعاملات، وإدارة البيانات الشفافة. بالإضافة إلى ذلك، يعد تحويل البيانات الأولية مثل سجلات المعاملات وملفات الصور إلى نماذج معلومات أكثر فائدة من خلال ميزات مثل مستودعات البيانات أيضًا مطلبًا تنظيميًا شائعًا، حيث يتيح ذلك اتخاذ القرارات الإدارية والعمليات التنظيمية الأخرى. أحد أساليب الهندسة المعمارية هو الفصل بين إدارة بيانات المعاملة والبيانات المرجعية (الرئيسية). واحد آخر هو تقسيم أنظمة التقاط البيانات من أنظمة استرجاع البيانات (كما هو الحال في مستودع البيانات).
محركات التقنية
عادة ما يتم اقتراحها بواسطة هيكلة البيانات المكتملة وتصميمات هندسة قواعد البيانات. بالإضافة إلى ذلك، سوف تستمد بعض محركات التقنية من أطر ومعايير التكامل التنظيمي القائمة، والاقتصاد التنظيمي، وموارد الموقع الحالية (مثل ترخيص البرامج التي تم شراؤها مسبقًا). في العديد من الحالات، يتطلب تكامل الأنظمة القديمة المتعددة استخدام تقنيات المحاكاة الافتراضية للبيانات.
اقتصاديات
هذه أيضًا عوامل مهمة يجب مراعاتها أثناء مرحلة هندسة البيانات. من المحتمل أن بعض الحلول، رغم أنها مثالية من حيث المبدأ، قد لا تكون مرشحين محتملين بسبب تكلفتها. يمكن أن يكون للعوامل الخارجية مثل دورة العمل وأسعار الفائدة وظروف السوق والاعتبارات القانونية تأثير على القرارات المتعلقة هيكلة البيانات.
سياسات العمل
تتضمن سياسات العمل التي تعمل أيضًا على تصميم هيكلة البيانات السياسات التنظيمية الداخلية، وقواعد الهيئات التنظيمية، والمعايير المهنية، والقوانين الحكومية السارية التي يمكن أن تختلف حسب الوكالة المعمول بها. ستساعد هذه السياسات والقواعد في وصف الطريقة التي ترغب المؤسسة في معالجة بياناتها.
احتياجات معالجة البيانات
وتشمل هذه المعاملات دقيقة وقابلة للتكرار التي أجريت في كميات كبيرة، وتخزين البيانات لدعم نظم المعلومات الإدارية (واستخراج البيانات المحتملة)، والإبلاغ الدوري المتكررة، والإبلاغ المخصص، ودعم المبادرات التنظيمية المختلفة على النحو المطلوب (أي الميزانيات السنوية، والمنتج الجديد تطوير).